# Luísa de Saboia (1627–1689)
Luísa de Saboia (em italiano: Luisa Cristina di Savoia-Carignano; 1 de Agosto de 1627 – 7 de Julho de 1689) foi uma princesa francesa Casa de Saboia. Era mãe de Luís Guilherme, Marquês de Baden-Baden, o famoso comandante do Exército Imperial do Sacro Império Romano-Germânico.

## Biografia
Luísa nasceu no Hôtel de Soissons em Paris. O Hôtel foi o mesmo local de nascimento de sua mãe, neta de Luís de Bourbon, tio de Henrique IV de França. Seu pai era o príncipe Tomás Francisco de Saboia, o filho mais novo do duque de Saboia e sua esposa espanhola, a infanta Catarina Micaela.
Casou-se com o Príncipe herdeiro Fernando Maximiliano de Baden-Baden (1625-1669), em 15 de março de 1653, na Igreja de São Sulpício, Paris, França. A igreja ficava perto do Hôtel de Soissons. O contrato de casamento foi assinado no mesmo dia e hoje está preservado no Institut de France. Esse casamento foi negociado por ninguém menos que o famoso cardeal Mazarin e o embaixador da Marca de Baden-Baden, Monsieur Krebs. Seu marido era o príncipe hereditário de Baden-Baden, isso significava que ele era o herdeiro aparente de seu pai o marquês Guilherme de Baden-Baden.
Casamentos entre nobres alemães e os Saboia eram comuns em uma época em que muitos nobres de Saboia viviam nos estados alemães, principalmente no próprio Baden, devido a acomodações oficiais no país.
O casamento não foi bem sucedido. Luísa Cristina de Saboia, recusou-se a deixar a refinada corte francesa e seguir o marido para Baden-Baden. Luísa Cristina deu à luz um filho em 8 de abril de 1655, chamado Luís Guilherme de Baden-Baden. Ele recebeu o nome do rei francês Luís XIV, que era seu padrinho.
Fernando Maximiliano então raptou seu filho de Paris e o levou para Baden-Baden. Fernando ordenou que um criado chamado Charles Maurice de Lassolaye, que tinha acesso ao Hôtel de Soissons, contrabandeasse seu filho de três meses para fora de Paris e levasse-o para ser criado em Baden-Baden, na Alemanha. Como consequência, Luís Guilherme não foi criado por sua mãe, mas pela segunda esposa de seu avô, Maria Magdalena de Oettingen-Baldern.
Quando ficou claro que Luísa Cristina não deixaria Paris (alguns disseram devido à influência de sua mãe) Luísa Cristina e seu marido decidiram se separar e deixar seu filho ser criado em Baden-Baden.
Ela morreu em Paris aos 61 anos.